# طرابلس (اليونان)
طرابلس أو تريبولي (باليونانية: Τρίπολη)، (بالإنجليزية: Tripoli)‏، مدينة يونانية تقع في جنوب البلاد، وهي عاصمة منطقة البيلوبونيز الإدارية، وأيضاً مركز مقاطعة أركاديا ضمن هذه المنطقة الإدارية.

## الموقع، السكان والتسمية
تقع المدينة تقريباً في وسط شبه جزيرة المورة ضمن سهل له نفس اسم المدينة على ارتفاع 655 متر عن مستوى سطح البحر، إلى الشمال من تريبولي تبدأ كتلة جبل مينالو الذي يكوّن مركز شبه جزيرة المورة ويصل ارتفاع قمته إلى 1980 م.
تبعد المدينة عن أثينا مسافة 152 كيلومتر وذلك على طريق أثينا – كالاماتا السريع، حيث جعلها موقعها المتوسط مركزاً للمواصلات للأقسام الداخلية في شبه جزيرة المورة.
يبلغ عدد سكان المدينة حوالي 30 ألف نسمة، وبالتالي تكون المدينة الكبيرة الوحيدة في أركاديا.
يعني اسم المدينة باللغة اليونانية (المدن الثلاث).

## التاريخ
تعتبر تريبولي من المدن حديثة العهد في اليونان على الرغم من وجودها في وسط منطقة تاريخية، فقد تم بناؤها في القرن الرابع عشر تحت اسم (هيدروبوليتزا) (Hydropolitza) والذي كان يعني (مدينة الماء) لتأخذ مكانة مانتينيا، تيغيا وبالانتيون المدن الثلاث التاريخية في أركاديا.
في عام 1770 م. أصبحت العاصمة المحصنة لباشا المورة العثماني واكتسبت وقتها اسمها الجديد (تريبوليتسا) أو (تارابولوسا) (Tarabolussa) باللغة التركية. كانت تعيش في المدينة في تلك الفترة جالية مسلمة ويهودية كبيرة، وكانت تعتبر مركزاً للاحتلال التركي في شبه جزيرة المورة.
أصبحت تريبولي أول مدينة يونانية كبيرة تسقط بيد الثوار اليونانيين أثناء انتفاضة استقلال اليونان وكان ذلك في 17 تشرين الأول/أكتوبر عام 1821 م. على يد ثيوذوروس كولوكوترونيس، حيث تم أثناء هذا إبادة كل سكان المدينة المسلمين الذين يقدر عددهم ب 30 ألفاً من الأتراك والألبان. احتلها إبراهيم باشا في 22 حزيران/يونيو عام 1825 م، بعد أن هرب منها سكانها اليونانيون ، بعد ذلك ترك الجيش العثماني المدينة الخالية بعد أن أحرقها.
استعادت اليونان المدينة عام 1829، التي أصبحت تدريجياً من المدن الأساسية في الدولة حديثة النشأة.

## المعالم الأساسية
لا يوجد في المدينة مباني مميزة قديمة لأنها كانت قد احترقت أثناء انتفاضة استقلال اليونان، يوجد فقط مبنيان باقيان من فترة ما قبل الحريق هما - المكتبة البلدية، - المدرسة التركية. بالإضافة إلى ثلاثة مبانٍ تعود لأواخر القرن التاسع عشر هي
- المسرح البلدي : وهو مبني على الطراز المعماري النيوكلاسيكي.
- السوق البلدي : وهي مبنية على نفس الطراز المعماري السابق.
- المتحف الأركيولوجي: وهو في مبنى مستشفى باناركاذيكو السابق الذي صممه الألماني إرنست تسيللر، يحتوي على مجموعة أثرية مؤلفة من 7000 قطعة، العديد منها في حالة ممتازة.

## متفرقات
- يوجد في المدينة جامعة تدعى جامعة البيلوبونيز.
- تعتبر تريبولي مدينة صناعية هامة على الرغم من صغر حجمها، حيث توجد حولها العديد من المنشآت الصناعية والمعامل.
- أهم نادي كرة قدم في المدينة هو أستيراس تريبوليس.
- يوجد فيها أكبر معسكرين حربيين في اليونان، الأول للقوات الجوية الهيلينية، والثاني للجيش اليوناني.

## معرض صور

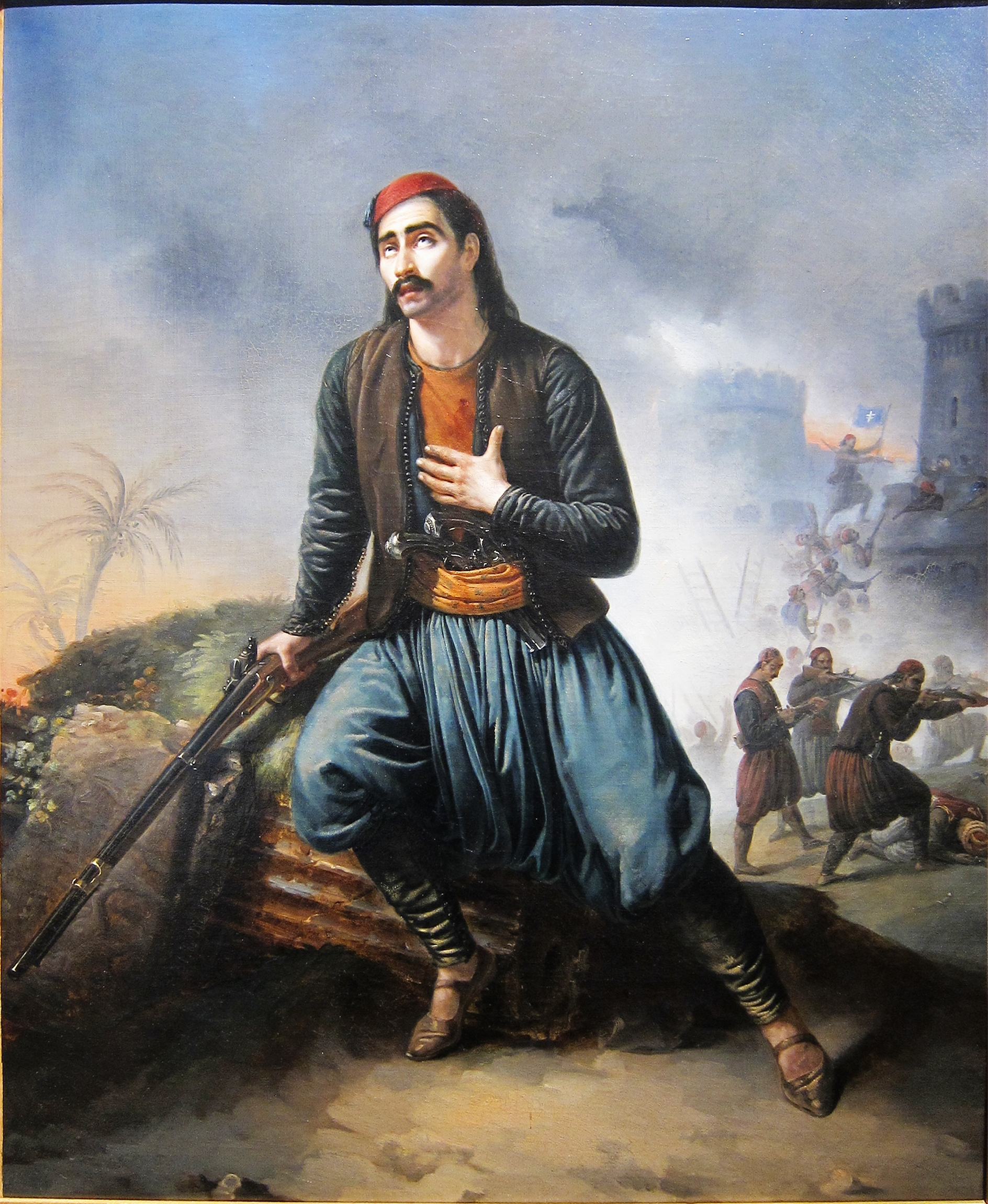
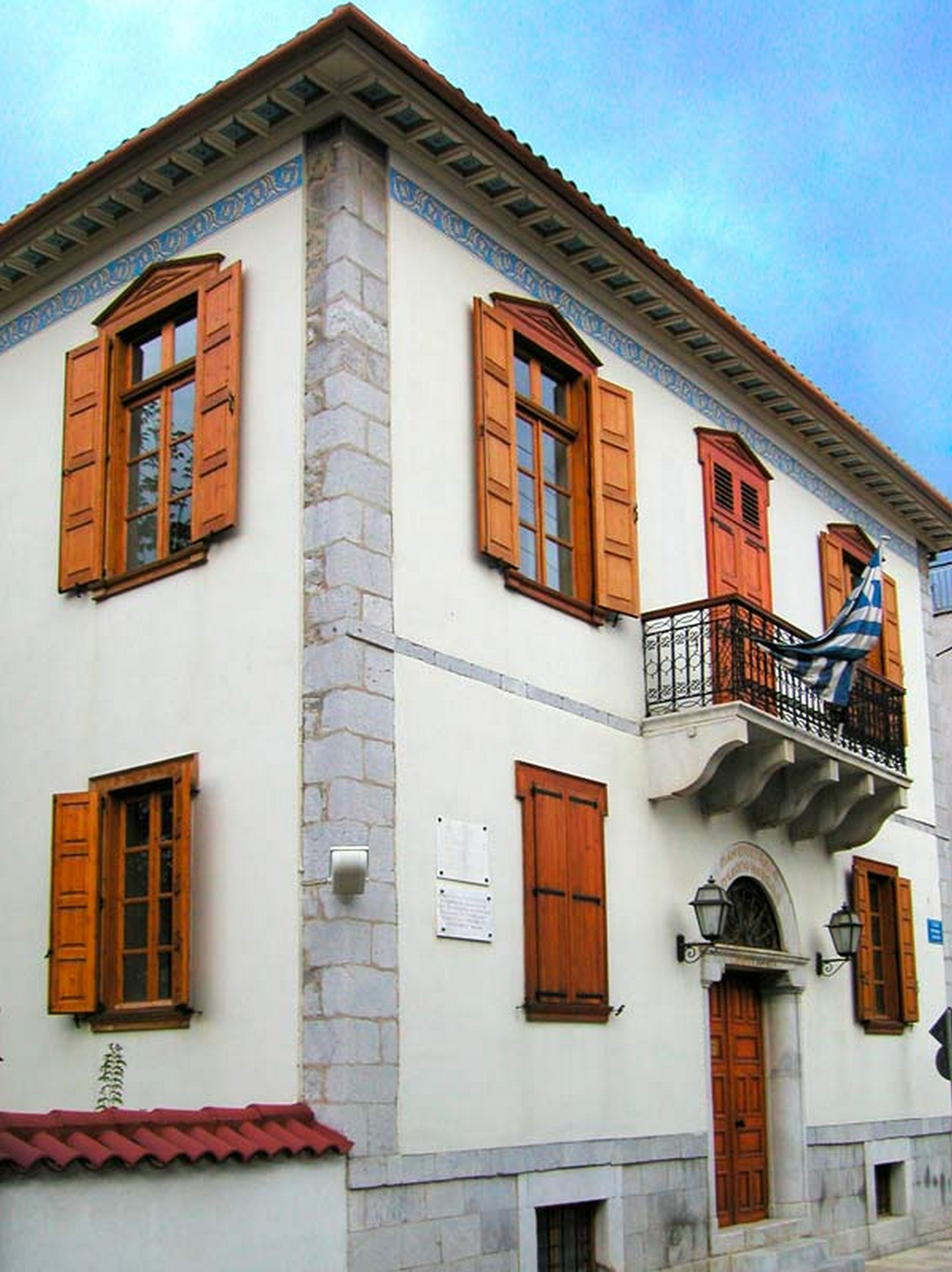
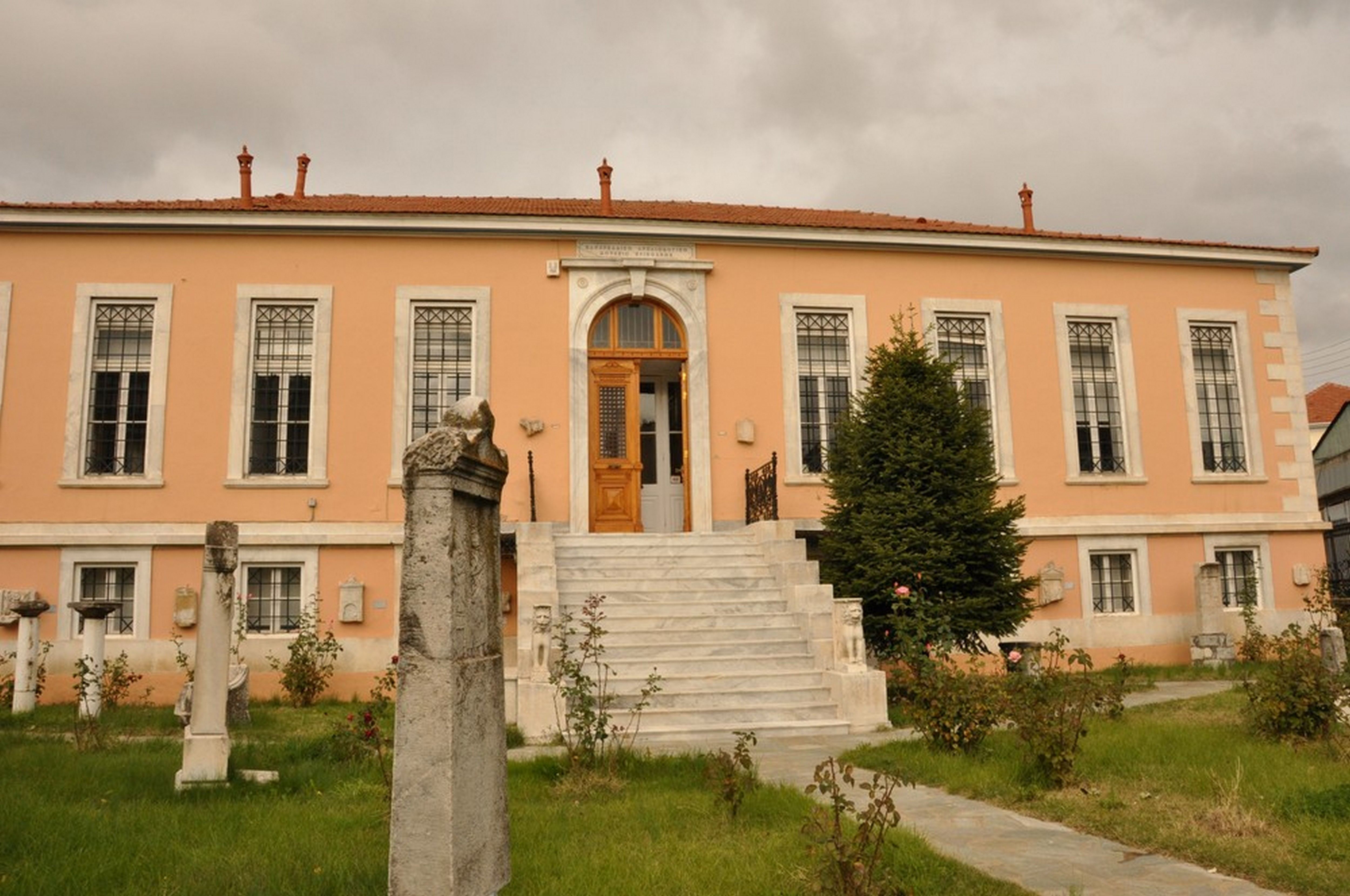
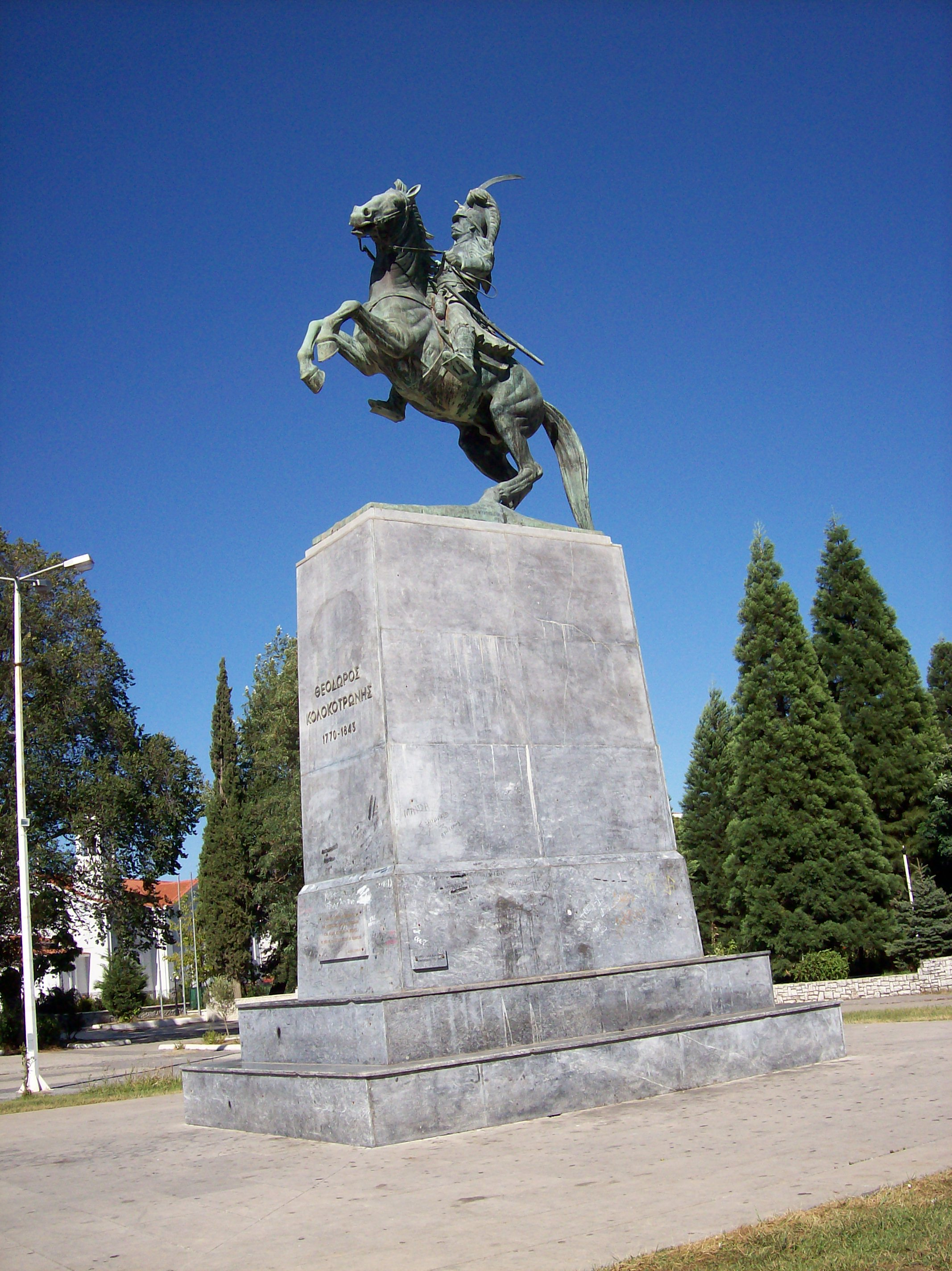